# Rodrigo Tapia (futbolista argentino)
Rodrigo Tapia (Hipólito Yrigoyen, Argentina, 28 de septiembre de 1994) es un futbolista argentino. Juega como defensa central y su equipo actual es Atlético Grau de la Liga 1 del Perú. 

## Trayectoria
A los 14 años llegó a Buenos Aires, estuvo un año en Independiente, pero lo dejaron libre. Ahí, por un conocido, llegó a San Lorenzo, con edad de Sexta.
En 2015 conseguiría el título de la división reserva, título que San Lorenzo no conseguía desde 1999. Tapia fue el defensa central que más partidos disputó después de Tomás Cardona. 
El 4 de enero de 2016 es citado por el técnico Pablo Guede, para realizar la pretemporada junto con el primer equipo. El 12 de enero disputa su primer partido no oficial como titular en el empate 1-1 frente a Independiente de Avellaneda.
Realiza su debut como profesional el 6 de febrero de 2016, jugando de lateral por izquierda en un partido por la primera fecha del Campeonato Argentino 2016, en el que San Lorenzo empataría con Patronato 2-2.
En el 2024 ficha por Atlético Grau logrando clasificar a la Copa Sudamericana 2025.

## Estadísticas
| Club | Div.          | Temporada     | Liga  | Liga  | Copas nacionales(1) | Copas nacionales(1) | Torneos internacionales(2) | Torneos internacionales(2) | Total(3) | Total(3) |
| Club | Div.          | Temporada     | Part. | Goles | Part.               | Goles               | Part.                      | Goles                      | Part.    | Goles    |
| --- | ------------- | ------------- | ----- | ----- | ------------------- | ------------------- | -------------------------- | -------------------------- | -------- | -------- |
| San Lorenzo Argentina | 1.ª           | 2016          | 1     | 0     | 3                   | 0                   | —                          | —                          | 4        | 0        |
| Defensa y Justicia Argentina | 1.ª           | 2017          | 2     | 0     | —                   | —                   | —                          | —                          | 2        | 0        |
| Defensa y Justicia Argentina | Total club    | Total club    | 2     | 0     | 0                   | 0                   | 0                          | 0                          | 2        | 0        |
| Palestino · Chile | 1.ª           | 2017          | 14    | 0     | 4                   | 0                   | 2                          | 0                          | 20       | 0        |
| Palestino · Chile | 1.ª           | 2018          | 9     | 0     | 2                   | 1                   | —                          | —                          | 11       | 1        |
| Palestino · Chile | Total club    | Total club    | 23    | 0     | 6                   | 1                   | 2                          | 0                          | 31       | 1        |
| San Lorenzo Argentina | 1.ª           | 2019          | 1     | 0     | —                   | —                   | —                          | —                          | 1        | 0        |
| San Lorenzo Argentina | Total club    | Total club    | 2     | 0     | 3                   | 0                   | 0                          | 0                          | 5        | 0        |
| Banfield Argentina | 1.ª           | 2019          | 2     | 0     | —                   | —                   | —                          | —                          | 2        | 0        |
| Banfield Argentina | Total club    | Total club    | 2     | 0     | 0                   | 0                   | 0                          | 0                          | 2        | 0        |
| Nueva Chicago Argentina | 2.ª           | 2020          | 7     | 0     | —                   | —                   | —                          | —                          | 7        | 0        |
| Nueva Chicago Argentina | Total club    | Total club    | 7     | 0     | 0                   | 0                   | 0                          | 0                          | 7        | 0        |
| C. A. Mitre Argentina | 2.ª           | 2021          | 30    | 1     | —                   | —                   | —                          | —                          | 30       | 1        |
| C. A. Mitre Argentina | 2.ª           | 2022          | 32    | 0     | —                   | —                   | —                          | —                          | 32       | 0        |
| C. A. Mitre Argentina | 2.ª           | 2023          | 31    | 1     | —                   | —                   | —                          | —                          | 31       | 1        |
| C. A. Mitre Argentina | Total club    | Total club    | 93    | 2     | 0                   | 0                   | 0                          | 0                          | 93       | 2        |
| Atlético Grau · Perú | 1.ª           | 2024          | 5     | 0     | —                   | —                   | —                          | —                          | 5        | 0        |
| Atlético Grau · Perú | Total club    | Total club    | 5     | 0     | 0                   | 0                   | 0                          | 0                          | 5        | 0        |
| Total carrera | Total carrera | Total carrera | 134   | 2     | 9                   | 1                   | 2                          | 0                          | 145      | 3        |
| (1) Incluye datos de Copa Argentina y Copa Chile. (2) Incluye datos de la Copa Sudamericana y Copa Libertadores. (3) No incluye goles en partidos amistosos. |               |               |       |       |                     |                     |                            |                            |          |          |

## Palmarés

### Campeonatos nacionales
| Título              | Club        | Sede    | Año  |
| ------------------- | ----------- | ------- | ---- |
| Supercopa Argentina | San Lorenzo | Córdoba | 2015 |